# Симиджиу Вендреша, Ганимет
Ганимет Симиджиу Вендреша (алб. Ganimet Simixhiu Vendresha; 19 сентября 1934, Тирана — 28 сентября 2022, Тирана) — албанская артистка балета. Заслуженная артистка Албании.

## Биография
В 1949 году она окончила среднюю художественную школу Jordan Misja в Тиране по классу фортепиано, а затем начала работать в Ансамбле песни и пляски Албанской филармонии. 1 мая 1950 года дебютировала как солистка, танцуя на сцене филармонии, в эпизодическом концерте. В ноябре 1950 года уехала на учёбу в Москву, где занималась в школе классического танца при Большом театре.
Вместе с ансамблем Большого гастролировала по 9 республикам СССР. Диплом защитила в 1956 году, исполнив партию Марии Потоцкой в балете «Бахчисарайский фонтан». Эту роль она готовила под руководством балерины Галины Улановой.
Вендреша вернулась в Тирану в августе 1956 года и была принята на работу в качестве солистки в Театр оперы и балета. До 1981 года была первой солисткой этой сцены, танцуя во всех премьерах, подготовленных труппой театра. В 1963 году она сыграла роль Хайрии в первом балете, написанном в Албании — Халил и Хайрия. В её активе более 140 ролей в балетных постановках. В 1979 году она выступала в Национальном театре в Приштине, в совместном предприятии артистов из Албании и Косова.
Она была одной из основателей Хореографической школы в Тиране (статус художественной средней школы), созданной в 1957 году, а также была одним из первых педагогов, работающих в этом учреждении. За свою художественную деятельность она получила от властей Албании звание заслуженной артистки (алб. Artist i Merituar).
Была замужем (муж Джемиль Симихиу — танцор).